# Traité de documentation
Le Traité de documentation ou Le Livre sur le livre est un ouvrage de Paul Otlet paru en 1934. C'est le livre fondateur de la documentation moderne et un important traité de bibliographie.

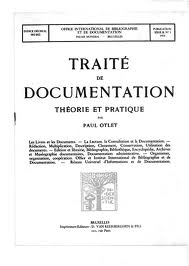
Page de couverture du Traité de documentation.

 Il a été réédité en 2015 par les Impressions Nouvelles.

## Fondation de la documentologie
Paul Otlet développe dans le Traité de documentation ce qu'il nomme la « documentologie » ou « bibliologie ».
L'ouvrage se présente comme « la synthèse de sa pensée en matière de bibliographie, de documentation et d’organisation de la connaissance. Il y évoque notamment de nouvelles techniques permettant la diffusion de la connaissance comme les systèmes de vidéoconférence, livre téléphoté... ». Le livre téléphoté est l'idée d'un livre qu'on pourrait lire à distance.